# Cryptocanthon nebulinus
Cryptocanthon nebulinus là một loài bọ cánh cứng trong họ Bọ hung (Scarabaeidae).